# Batrovci
Batrovci ist ein Dorf in der Gemeinde Šid im Okrug Srem in Serbien. In dem zur Vojvodina gehörenden Ort lebten nach der Volkszählung von 2002 320 Menschen. Das Durchschnittsalter der Bevölkerung liegt bei 43,8 Jahren (41,6 für Männer und 45,7 für Frauen). Das Dorf hat 118 Haushalte mit einer durchschnittlichen Größe von 2,71 Personen. Zwei Kilometer westlich des Ortes befindet sich der wichtigste Grenzübergang von Serbien nach Kroatien am Autoput von Belgrad nach Zagreb.

## Bevölkerung
Die Volkszählung 2002 ergab, dass 320 Menschen im Dorf Batrovci leben.
- 1948: 629
- 1953: 674
- 1961: 653
- 1971: 577
- 1981: 464
- 1991: 399
- 2002: 320

Ethnische Zusammensetzung nach der Volkszählung von 2002:
- Serben: 221
- Kroaten: 91
- Jugoslawen: 3
- Ukrainer: 1
- Slowaken: 1
- Muslime: 1
- unbekannt: 1